# Songo Mnara
Songo Mnara su ruševine grada u općini Kilwi u Tanzaniji, nadomak njene obale. Od 13. do 16. stoljeća su trgovci sultanata Kilwa razvili susjednu otočku luku Kilwa Kisiwani do te mjere da su joj se divili europski istraživači poput Vasca da Game. Zbog toga su njezine ruševine, zajedno s rezedencijalnima na otoku Songo Mnara, upisane na UNESCO-ov popis mjesta svjetske baštine u Africi još 1981. godine, a na popis ugroženih mjesta svjetske baštine su dospjele zbog propadanja lokaliteta zbog različitih uzroka poput erozije ili zaraslosti biljkama. God. 2016. Kilwa Kisiwani i Songo Mnara su uklonjeni s popisa ugroženih mjesta svjetske baštine zahvaljujući poboljšanju očuvanja i upravljanja lokalitetima.

## Povijest i odlike
U 11. stoljeću otok Kilwa Kisiwani je prodan perzijskom trgovcu Ali bin Al-Hasanu koji je osnovao grad i Kilwanski sultanat. Sljedećih stoljeća Kilwa je izrasla u glavno trgovačko središte, njegov teritorij se prostirao i na kopno, uključujući grad Zimbabve. Trgovci s Kilwa Kisiwanija su trgovali zlatom i srebrom iz Zimbabvea, slonovačom iz Tanzanije, biserima i parfemima iz Arabije, te azijskim začinima, perzijskom lončarijom, i kineskim porculanom. Većina ukupne robe Indijskog oceana prolazila je kroz njihove ruke. Do 12. stoljeća Kilwa je, pod upravom Mahdalija, postala najsnažnija sila istočnoafričke obale. Omanski dokument al-Maqama al Kilwiyya iz oko 1200. godine navodi detalje misije koja je preobratila Kilwu na ibadizam (oblik islama odvojen od sunita i šijita). God. 1330., Abu Abdullah Ibn Battuta je zabilježio svoju posjetu gradu i pohvalio je poniznost i vjeru Kilwanskog vladara, sultana al-Hasan ibn Sulaimana. Iz ovog razdoblja potječu ruševine na otoku Songo Mnara koje uključuju pet džamija i nekoliko nastambi od zbijene gline i drveta unutar zidina. Jako oštećeni ostaci velike građevine su identificirani kao "palača", iako za to nema dokaza.
Na vrhuncu moći u 15. stoljeću Kilwanski sultanat je vladao gradovima-državama kao što su: Malindi, Mombassa, Pemba, Zanzibar, Mafia, Comoro, Mozambik, Sofala; a imao je svoje trgovačke postaje s druge strane kanala na Madagaskaru. Početkom 16. stoljeća, Vasco da Gama je uspio izvući danak od ove bogate islamske države, ali je nedugo potom, 1505. god., portugalska flota, pod vodstvom Francisca Alemide, okupirala otok. Grad su zauzeli arapski plaćenici već 1512. godine i grad je uspio donekle povratiti svoj prijašnji utjecaj.
God. 1784. Kilwa je pala pod utjecaj omanskih vladara Zanzibara, a Francuzi su se utvrdili na sjevernom vrhu otoka. Grad je zbog učestalih sukoba napušten 1840-ih, a od 1886. do 1918. godine bio je njemačkom kolonijom.
Spomenici Songo Mnara su u velikoj opasnosti od erozije tla zbog padalina, ali i od vegetacije koja drobi njihove zidove.

## Vanjske poveznice
- Ruševine sultanata Kilwa  Arhivirana inačica izvorne stranice od 20. studenoga 2011. (Wayback Machine) (engl.) Posjećeno 3. studenog 2011.
- Songo Mnara na stranicama fundacije World Monuments Fund Watch (engl.) Posjećeno 3. studenog 2011.